# Бумбар
Бумбари (Bombus), инсекти су опнокрилци из натпородице пчела — Apoidea, као једина постојећа врста из племена , док је неколико изумрлих сродних родова (као што је Calyptapis) познато из фосила. Налазе се првенствено на вишим надморским висинама или географским ширинама на Сјеверној хемисфери, иако се налазе и у Јужној Америци, гдје је идентификовано неколико низијских тропских врста. Европски бумбари су такође уведени на Нови Зеланд и Тасманију. Женке бумбара могу да убоду више пута, али углавном игноришу људе и друге животиње.
Већина бумбара су друштвени инсекти који формирају колоније са једном матицом. Колоније су мање од колонија медоносних пчела и нарасту до само 50 јединки у гнијезду. Бумбари кукавице су паразити легла, који не праве гнијезда нити формирају колоније; њихове матице агресивно нападају гнијезда других врста бумбара, гдје убијају матице, а затим полажу сопствена јаја, о којима се брину домаћи радници. Бумбари кукавице су раније били класификовани као посебан род, али се сада обично третирају као припадници рода Bombus.
Бумбари имају округла тијела прекривена меком длаком (дуго разгранате сете) која се назива „наслага“, због чега изгледају и осјећају се нејасно. Имају апосематску обојеност, често се састоје од контрастних обојених трака, а различите врсте бумбара у региону често личе једна на другу у узајамној заштити Милеровом мимикријом. Безопасни инсекти, као што су осолике муве, често добијају заштиту тако што изгледају налик на бумбаре, захваљујући Бејтсовој мимикрији и могу да се помешају са њима. Бумбари који праве гнијезда, могу да се разликују од сличних великих, нејасних бумбара кукавица по облику женске задње ноге. Код бумбара који се гнијезде, она је модификована тако да формира корпу за полен, голо сјајно подручје окружено ресама длака које се користе за пренос полена, док је код бумбара кукавица задња нога длакава свуда унаоколо и никада не носе полен.
Као и њихови рођаци медоносне пчеле, бумбари се хране нектаром, користећи своје дуге длакаве језике да узимају течност; пробосцис је савијен испод главе током лета. Бумбари сакупљају нектар да би га додали у залихе у гнијезду и полен да би нахранили своје младе. Они се хране користећи боје и просторне односе да идентификују цвијеће од којих ће да се хране. Неки бумбари „краду нектар“, правећи рупу близу основе цвијета да би приступили нектару, избјегавајући пренос полена. Бумбари су важни пољопривредни опрашивачи и бројни биолози су исказали забринутост због њиховог опадања у Европи, Сјеверној Америци и Азији. Смањење је узроковано уништењем станишта, пољопривредном механизацијом и пестицидима.

## Етимологија и уобичајено име
Ријеч „bumblebee“ (бумбар) је сложеница од „bumble" и „bee“ (пчела). „Bumble" значи жаморити, зујати, трутати или се кретати неспособно или неуредно. Име рода Bombus, које је Пјер Андре Латреј додијелио 1802. године, потиче од латинске ријечи за зујање или брујање, позајмљене из старогрчког βόμβος (бомбос).
Према Оксфордском рјечнику енглеског језика (ОЕД), израз „бумбар“ је први пут забиљежен као коришћен на енглеском језику 1530. године, у дјелу Џона Палсгравеа — Lesclarcissement. Међутим, ОЕД такође наводи да му претходи термин „humblebee”, који је први пут употребљен 1450. године у дјелу Fysshynge wyth Angle. Последњи термин је коришћен у књизи Вилијама Шекспира из око 1600. године — „Сан љетње ноћи“. Слични термини користе се и у другим германским језицима, као што су њемачки Hummel (старовисокоњемачки humbala), холандски hommel и шведски humla.
Стари провинцијски назив „dumbledor“, означавао је и инсекта који зуји као што је бумбар или гундељ; „dumble“ јер је вјероватно опонашао звук ових инсеката, док „dor“ значи „буба“.
У књизи О поријеклу врста (1859), Чарлс Дарвин је писао о „понизним пчелама“ и њиховој интеракцији са другим врстама:
Имам [...] разлога да вјерујем да су понизне пчеле (humble-bees) неопходне за оплодњу љубичице (дан—ноћ), јер друге пчеле не посјећују овај цвијет. Из експеримената које сам покушао, открио сам да су посјете пчела, ако не и неопходне, у најмању руку веома корисне за оплодњу наше дјетелине; али само понизне пчеле посјећују обичну црвену дјетелину (Trifolium pratense), пошто друге пчеле не могу да дођу до нектара.
Међутим, термин „бумбар“ је остао у употреби, на примјер у причи за дјецу Беатрикс Потер из 1910. — Прича о госпођи Титлмаус, која приказује ужурбаног бумбара — Babbity Bumble и њено легло, а у којој пише: „изненада иза угла срела је Babbity Bumble – „зиз, биз, биз!“ рекао је бумбар.“ Од Другог свјетског рата, термин „humblebee“ је скоро престао да се користи.

## Филогенија
Племе бумбара — Bombini, једно је од четири племена корбикулатних пчела (са корпама за полен) у породици Apidae, остала су Apini (медоносне пчеле), Euglossini (пчеле орхидеје) и Meliponini (пчеле без убода). Корбикулатне пчеле су монофилетска група. Утврђено је да је напредно еусоцијално понашање еволуирало два пута у групи, што је довело до контроверзи, које су углавном ријешене, о филогенетском поријеклу четири племена; претпостављало се да је еусоцијално понашање еволуирало само једном, због чега су научници сматрали да је племе Apini блиско племену Meliponini, на које не личе. Сада се сматра да су Apini (са напредним друштвима) и Euglossini блиско повезани, док су примитивно еусоцијални припадници племена Bombini блиски племену Meliponini, који имају нешто напредније еусоцијално понашање. Софи Кардинал и Брајан Данфорт су написали да „иако је изванредно, хипотеза о двоструком поријеклу напредне еусоцијалности је у складу са раним студијама о корбикулатној морфологији и друштвеном понашању.“ Њиховом анализом, у којој су комбиновали молекуларне, морфолошке и бихевиоралне податке, добијен је кладограм:
|  | (медоносне пчеле) |
|  |                   |
|  | (пчеле орхидеје)  |
|  |                   |

|  | (бумбари)         |
|  |                   |
|  | (пчеле без убода) |
|  |                   |

|  | (медоносне пчеле) |
|  |                   |
|  | (пчеле орхидеје)  |
|  |                   |

|  | (бумбари)         |
|  |                   |
|  | (пчеле без убода) |
|  |                   |

Према овој хипотези, молекуларни подаци сугеришу да су Bombini стари 25 до 40 милиона година, док су Meliponini (а самим тим и кладус који укључује племена Bombini и Meliponini) стари 81 до 96 милиона година, отприлике исте старости као и корбикулатна група.
Међутим, новија филогенија која користи податке о транскриптому из 3.647 гена десет корбикулатних врста пчела подржава хипотезу о јединственом поријеклу еусоцијалности код корбикулатних пчела. Они откривају да је племе Bombini сродно племену Meliponini, што потврђује претходну теорију Софи Кардинал и Брајана Данфорта из 2011. године. Ромигер и остали, у својој теорији из 2015. утврдили су да Bombini, Meliponini и Apini чине монофилетску групу, у којој Apini дијеле најновијег заједничког претка са кладусом Bombini и Meliponini, док је Euglossini најудаљенији од сва три, јер не дијели истог најновијег заједничког претка са њима. Њихова анализа подржава хипотезу о јединственом поријеклу еусоцијалности унутар корбикулатних пчела, гдје је еусоцијалност еволуирала у заједничком претку племена Bombini, Meliponini и Apini.
Фосилни запис за пчеле је ограничен, са око 14 врста које би могле да буду Bombini, које су описане до 2019. Једини сродници рода Bombus у племену Bombini су Calyptapis florissantensis из касног Еоцена, из формације Florissant, САД и Oligobombus cuspidatus из формације Bouldnor, Острво Вајт. Двије врсте из рода Bombus су описане из олигоцена: Bombus (Mendacibombus) beskonakensis и Bombus (Paraelectrobombus) patriciae, у Турској. Обје врсте су првобитно биле стављене у родове који су у вријеме описа сматрани ван рода Bombus, а првобитно су названи Oligoapis beskonakensis и Paraelectrobombus patriciae. Ипак, преиспитивање предњих крила довело је до тога да се обје сматрају припадницима рода Bombus. Године 2012. фосил бумбара из миоцена, пронађен је у Њемачкој у формацији Randeck Maar и класификован је као Bombus randeckensis. Године 2014, друга врста, Bombus cerdanyensis, описана је из касног миоцена из језера Лакустрин, у Ла Сердањи, у Шпанији, али првобитно није стављена ни у један подрод. Врста Bombus trophonius, описана је у октобру 2017. и смјештена је у подрод . Редопис фосилног записа племена Bombini од стране Дексона и осталих 2019. резултирао је синонимизацијом рода Oligoapis са подродом Mendacibombus из рода Bombus, као и стављањем рода Paraelectrobombus као подрод рода Bombus, умјесто као род у породици Electrobombini. Подрод Cullumanobombus је проширен тако да укључује Bombus trophonius, који је премјештен из рода Bombus и Bombus randeckensis, које је први описао Франц Унгер 1867. У оквиру подрода Melanobombus, само је Bombus cerdanyensis присутан из фосилног записа. Друге три врсте, Bombus luianus, Bombus anacolus и Bombus dilectus, приписани су роду Bombus из средњемиоценске формације Shanwang, у Кини од стране Џанга, 1990. а затим и Џанга и других аутора 1994. Пошто нису били у могућности да проучавају узорке Џанговог типа, већ само илустрације фосила, Дексон и сарадници нису смјестили три врсте у било који одређени подрод, већ су их сматрали све три као „species inquirenda“, јер им је потребно детаљније преиспитивање. Двије друге врсте — Bombus crassipes из Чешке и Bombus proavus из САД, из формације „Latah“, уопште нису испитивали Дексон и сарадници.

## Таксономија
Род Bombus, једини постојећи род у племену Bombini, обухвата преко 250 врста. За упоређивање разлика између бумбара и других пчела и оса, гледају се карактеристике обичних оса и пчела. Род је подијељен на различите начине на до 49 подродова, што је степен сложености који је критиковао Вилијамс 2008. Бумбари кукавице, Psithyrus, раније су били третирани као посебан род, али се сада сматрају дијелом рода Bombus, у једном или више подродова.
|  | , 22 врсте                                                |
|  |                                                           |
|  | \| \| , 50 врста \| \| \| \| \| \| , 30 врста \| \| \| \| |
|  |                                                           |
|  | , 50 врста                                                |
|  |                                                           |
|  | , 30 врста                                                |
|  |                                                           |

|  | , 50 врста |
|  |            |
|  | , 30 врста |
|  |            |

|  | , 22 врсте                                                |
|  |                                                           |
|  | \| \| , 50 врста \| \| \| \| \| \| , 30 врста \| \| \| \| |
|  |                                                           |
|  | , 50 врста                                                |
|  |                                                           |
|  | , 30 врста                                                |
|  |                                                           |

|  | , 50 врста |
|  |            |
|  | , 30 врста |
|  |            |

|  | , 50 врста                                              |
|  |                                                         |
|  | \| \| , 5 врста \| \| \| \| \| \| , 5 врста \| \| \| \| |
|  |                                                         |
|  | , 5 врста                                               |
|  |                                                         |
|  | , 5 врста                                               |
|  |                                                         |

|  | , 5 врста |
|  |           |
|  | , 5 врста |
|  |           |

|  | , 7 врста                                                |
|  |                                                          |
|  | , 17 врста                                               |
|  |                                                          |
|  | \| \| , 7 врста \| \| \| \| \| \| , 23 врсте \| \| \| \| |
|  |                                                          |
|  | , 7 врста                                                |
|  |                                                          |
|  | , 23 врсте                                               |
|  |                                                          |

|  | , 7 врста  |
|  |            |
|  | , 23 врсте |
|  |            |

|  | , 50 врста                                              |
|  |                                                         |
|  | \| \| , 5 врста \| \| \| \| \| \| , 5 врста \| \| \| \| |
|  |                                                         |
|  | , 5 врста                                               |
|  |                                                         |
|  | , 5 врста                                               |
|  |                                                         |

|  | , 5 врста |
|  |           |
|  | , 5 врста |
|  |           |

|  | , 7 врста                                                |
|  |                                                          |
|  | , 17 врста                                               |
|  |                                                          |
|  | \| \| , 7 врста \| \| \| \| \| \| , 23 врсте \| \| \| \| |
|  |                                                          |
|  | , 7 врста                                                |
|  |                                                          |
|  | , 23 врсте                                               |
|  |                                                          |

|  | , 7 врста  |
|  |            |
|  | , 23 врсте |
|  |            |

|  | , 22 врсте                                                |
|  |                                                           |
|  | \| \| , 50 врста \| \| \| \| \| \| , 30 врста \| \| \| \| |
|  |                                                           |
|  | , 50 врста                                                |
|  |                                                           |
|  | , 30 врста                                                |
|  |                                                           |

|  | , 50 врста |
|  |            |
|  | , 30 врста |
|  |            |

|  | , 22 врсте                                                |
|  |                                                           |
|  | \| \| , 50 врста \| \| \| \| \| \| , 30 врста \| \| \| \| |
|  |                                                           |
|  | , 50 врста                                                |
|  |                                                           |
|  | , 30 врста                                                |
|  |                                                           |

|  | , 50 врста |
|  |            |
|  | , 30 врста |
|  |            |

|  | , 50 врста                                              |
|  |                                                         |
|  | \| \| , 5 врста \| \| \| \| \| \| , 5 врста \| \| \| \| |
|  |                                                         |
|  | , 5 врста                                               |
|  |                                                         |
|  | , 5 врста                                               |
|  |                                                         |

|  | , 5 врста |
|  |           |
|  | , 5 врста |
|  |           |

|  | , 7 врста                                                |
|  |                                                          |
|  | , 17 врста                                               |
|  |                                                          |
|  | \| \| , 7 врста \| \| \| \| \| \| , 23 врсте \| \| \| \| |
|  |                                                          |
|  | , 7 врста                                                |
|  |                                                          |
|  | , 23 врсте                                               |
|  |                                                          |

|  | , 7 врста  |
|  |            |
|  | , 23 врсте |
|  |            |

|  | , 50 врста                                              |
|  |                                                         |
|  | \| \| , 5 врста \| \| \| \| \| \| , 5 врста \| \| \| \| |
|  |                                                         |
|  | , 5 врста                                               |
|  |                                                         |
|  | , 5 врста                                               |
|  |                                                         |

|  | , 5 врста |
|  |           |
|  | , 5 врста |
|  |           |

|  | , 7 врста                                                |
|  |                                                          |
|  | , 17 врста                                               |
|  |                                                          |
|  | \| \| , 7 врста \| \| \| \| \| \| , 23 врсте \| \| \| \| |
|  |                                                          |
|  | , 7 врста                                                |
|  |                                                          |
|  | , 23 врсте                                               |
|  |                                                          |

|  | , 7 врста  |
|  |            |
|  | , 23 врсте |
|  |            |

|  | , 22 врсте                                                |
|  |                                                           |
|  | \| \| , 50 врста \| \| \| \| \| \| , 30 врста \| \| \| \| |
|  |                                                           |
|  | , 50 врста                                                |
|  |                                                           |
|  | , 30 врста                                                |
|  |                                                           |

|  | , 50 врста |
|  |            |
|  | , 30 врста |
|  |            |

|  | , 22 врсте                                                |
|  |                                                           |
|  | \| \| , 50 врста \| \| \| \| \| \| , 30 врста \| \| \| \| |
|  |                                                           |
|  | , 50 врста                                                |
|  |                                                           |
|  | , 30 врста                                                |
|  |                                                           |

|  | , 50 врста |
|  |            |
|  | , 30 врста |
|  |            |

|  | , 50 врста                                              |
|  |                                                         |
|  | \| \| , 5 врста \| \| \| \| \| \| , 5 врста \| \| \| \| |
|  |                                                         |
|  | , 5 врста                                               |
|  |                                                         |
|  | , 5 врста                                               |
|  |                                                         |

|  | , 5 врста |
|  |           |
|  | , 5 врста |
|  |           |

|  | , 7 врста                                                |
|  |                                                          |
|  | , 17 врста                                               |
|  |                                                          |
|  | \| \| , 7 врста \| \| \| \| \| \| , 23 врсте \| \| \| \| |
|  |                                                          |
|  | , 7 врста                                                |
|  |                                                          |
|  | , 23 врсте                                               |
|  |                                                          |

|  | , 7 врста  |
|  |            |
|  | , 23 врсте |
|  |            |

|  | , 50 врста                                              |
|  |                                                         |
|  | \| \| , 5 врста \| \| \| \| \| \| , 5 врста \| \| \| \| |
|  |                                                         |
|  | , 5 врста                                               |
|  |                                                         |
|  | , 5 врста                                               |
|  |                                                         |

|  | , 5 врста |
|  |           |
|  | , 5 врста |
|  |           |

|  | , 7 врста                                                |
|  |                                                          |
|  | , 17 врста                                               |
|  |                                                          |
|  | \| \| , 7 врста \| \| \| \| \| \| , 23 врсте \| \| \| \| |
|  |                                                          |
|  | , 7 врста                                                |
|  |                                                          |
|  | , 23 врсте                                               |
|  |                                                          |

|  | , 7 врста  |
|  |            |
|  | , 23 врсте |
|  |            |

|  | , 22 врсте                                                |
|  |                                                           |
|  | \| \| , 50 врста \| \| \| \| \| \| , 30 врста \| \| \| \| |
|  |                                                           |
|  | , 50 врста                                                |
|  |                                                           |
|  | , 30 врста                                                |
|  |                                                           |

|  | , 50 врста |
|  |            |
|  | , 30 врста |
|  |            |

|  | , 22 врсте                                                |
|  |                                                           |
|  | \| \| , 50 врста \| \| \| \| \| \| , 30 врста \| \| \| \| |
|  |                                                           |
|  | , 50 врста                                                |
|  |                                                           |
|  | , 30 врста                                                |
|  |                                                           |

|  | , 50 врста |
|  |            |
|  | , 30 врста |
|  |            |

|  | , 50 врста                                              |
|  |                                                         |
|  | \| \| , 5 врста \| \| \| \| \| \| , 5 врста \| \| \| \| |
|  |                                                         |
|  | , 5 врста                                               |
|  |                                                         |
|  | , 5 врста                                               |
|  |                                                         |

|  | , 5 врста |
|  |           |
|  | , 5 врста |
|  |           |

|  | , 7 врста                                                |
|  |                                                          |
|  | , 17 врста                                               |
|  |                                                          |
|  | \| \| , 7 врста \| \| \| \| \| \| , 23 врсте \| \| \| \| |
|  |                                                          |
|  | , 7 врста                                                |
|  |                                                          |
|  | , 23 врсте                                               |
|  |                                                          |

|  | , 7 врста  |
|  |            |
|  | , 23 врсте |
|  |            |

|  | , 50 врста                                              |
|  |                                                         |
|  | \| \| , 5 врста \| \| \| \| \| \| , 5 врста \| \| \| \| |
|  |                                                         |
|  | , 5 врста                                               |
|  |                                                         |
|  | , 5 врста                                               |
|  |                                                         |

|  | , 5 врста |
|  |           |
|  | , 5 врста |
|  |           |

|  | , 7 врста                                                |
|  |                                                          |
|  | , 17 врста                                               |
|  |                                                          |
|  | \| \| , 7 врста \| \| \| \| \| \| , 23 врсте \| \| \| \| |
|  |                                                          |
|  | , 7 врста                                                |
|  |                                                          |
|  | , 23 врсте                                               |
|  |                                                          |

|  | , 7 врста  |
|  |            |
|  | , 23 врсте |
|  |            |

|  | , 22 врсте                                                |
|  |                                                           |
|  | \| \| , 50 врста \| \| \| \| \| \| , 30 врста \| \| \| \| |
|  |                                                           |
|  | , 50 врста                                                |
|  |                                                           |
|  | , 30 врста                                                |
|  |                                                           |

|  | , 50 врста |
|  |            |
|  | , 30 врста |
|  |            |

|  | , 22 врсте                                                |
|  |                                                           |
|  | \| \| , 50 врста \| \| \| \| \| \| , 30 врста \| \| \| \| |
|  |                                                           |
|  | , 50 врста                                                |
|  |                                                           |
|  | , 30 врста                                                |
|  |                                                           |

|  | , 50 врста |
|  |            |
|  | , 30 врста |
|  |            |

|  | , 50 врста                                              |
|  |                                                         |
|  | \| \| , 5 врста \| \| \| \| \| \| , 5 врста \| \| \| \| |
|  |                                                         |
|  | , 5 врста                                               |
|  |                                                         |
|  | , 5 врста                                               |
|  |                                                         |

|  | , 5 врста |
|  |           |
|  | , 5 врста |
|  |           |

|  | , 7 врста                                                |
|  |                                                          |
|  | , 17 врста                                               |
|  |                                                          |
|  | \| \| , 7 врста \| \| \| \| \| \| , 23 врсте \| \| \| \| |
|  |                                                          |
|  | , 7 врста                                                |
|  |                                                          |
|  | , 23 врсте                                               |
|  |                                                          |

|  | , 7 врста  |
|  |            |
|  | , 23 врсте |
|  |            |

|  | , 50 врста                                              |
|  |                                                         |
|  | \| \| , 5 врста \| \| \| \| \| \| , 5 врста \| \| \| \| |
|  |                                                         |
|  | , 5 врста                                               |
|  |                                                         |
|  | , 5 врста                                               |
|  |                                                         |

|  | , 5 врста |
|  |           |
|  | , 5 врста |
|  |           |

|  | , 7 врста                                                |
|  |                                                          |
|  | , 17 врста                                               |
|  |                                                          |
|  | \| \| , 7 врста \| \| \| \| \| \| , 23 врсте \| \| \| \| |
|  |                                                          |
|  | , 7 врста                                                |
|  |                                                          |
|  | , 23 врсте                                               |
|  |                                                          |

|  | , 7 врста  |
|  |            |
|  | , 23 врсте |
|  |            |

|  | , 22 врсте                                                |
|  |                                                           |
|  | \| \| , 50 врста \| \| \| \| \| \| , 30 врста \| \| \| \| |
|  |                                                           |
|  | , 50 врста                                                |
|  |                                                           |
|  | , 30 врста                                                |
|  |                                                           |

|  | , 50 врста |
|  |            |
|  | , 30 врста |
|  |            |

|  | , 22 врсте                                                |
|  |                                                           |
|  | \| \| , 50 врста \| \| \| \| \| \| , 30 врста \| \| \| \| |
|  |                                                           |
|  | , 50 врста                                                |
|  |                                                           |
|  | , 30 врста                                                |
|  |                                                           |

|  | , 50 врста |
|  |            |
|  | , 30 врста |
|  |            |

|  | , 50 врста                                              |
|  |                                                         |
|  | \| \| , 5 врста \| \| \| \| \| \| , 5 врста \| \| \| \| |
|  |                                                         |
|  | , 5 врста                                               |
|  |                                                         |
|  | , 5 врста                                               |
|  |                                                         |

|  | , 5 врста |
|  |           |
|  | , 5 врста |
|  |           |

|  | , 7 врста                                                |
|  |                                                          |
|  | , 17 врста                                               |
|  |                                                          |
|  | \| \| , 7 врста \| \| \| \| \| \| , 23 врсте \| \| \| \| |
|  |                                                          |
|  | , 7 врста                                                |
|  |                                                          |
|  | , 23 врсте                                               |
|  |                                                          |

|  | , 7 врста  |
|  |            |
|  | , 23 врсте |
|  |            |

|  | , 50 врста                                              |
|  |                                                         |
|  | \| \| , 5 врста \| \| \| \| \| \| , 5 врста \| \| \| \| |
|  |                                                         |
|  | , 5 врста                                               |
|  |                                                         |
|  | , 5 врста                                               |
|  |                                                         |

|  | , 5 врста |
|  |           |
|  | , 5 врста |
|  |           |

|  | , 7 врста                                                |
|  |                                                          |
|  | , 17 врста                                               |
|  |                                                          |
|  | \| \| , 7 врста \| \| \| \| \| \| , 23 врсте \| \| \| \| |
|  |                                                          |
|  | , 7 врста                                                |
|  |                                                          |
|  | , 23 врсте                                               |
|  |                                                          |

|  | , 7 врста  |
|  |            |
|  | , 23 врсте |
|  |            |

|  | , 22 врсте                                                |
|  |                                                           |
|  | \| \| , 50 врста \| \| \| \| \| \| , 30 врста \| \| \| \| |
|  |                                                           |
|  | , 50 врста                                                |
|  |                                                           |
|  | , 30 врста                                                |
|  |                                                           |

|  | , 50 врста |
|  |            |
|  | , 30 врста |
|  |            |

|  | , 22 врсте                                                |
|  |                                                           |
|  | \| \| , 50 врста \| \| \| \| \| \| , 30 врста \| \| \| \| |
|  |                                                           |
|  | , 50 врста                                                |
|  |                                                           |
|  | , 30 врста                                                |
|  |                                                           |

|  | , 50 врста |
|  |            |
|  | , 30 врста |
|  |            |

|  | , 50 врста                                              |
|  |                                                         |
|  | \| \| , 5 врста \| \| \| \| \| \| , 5 врста \| \| \| \| |
|  |                                                         |
|  | , 5 врста                                               |
|  |                                                         |
|  | , 5 врста                                               |
|  |                                                         |

|  | , 5 врста |
|  |           |
|  | , 5 врста |
|  |           |

|  | , 7 врста                                                |
|  |                                                          |
|  | , 17 врста                                               |
|  |                                                          |
|  | \| \| , 7 врста \| \| \| \| \| \| , 23 врсте \| \| \| \| |
|  |                                                          |
|  | , 7 врста                                                |
|  |                                                          |
|  | , 23 врсте                                               |
|  |                                                          |

|  | , 7 врста  |
|  |            |
|  | , 23 врсте |
|  |            |

|  | , 50 врста                                              |
|  |                                                         |
|  | \| \| , 5 врста \| \| \| \| \| \| , 5 врста \| \| \| \| |
|  |                                                         |
|  | , 5 врста                                               |
|  |                                                         |
|  | , 5 врста                                               |
|  |                                                         |

|  | , 5 врста |
|  |           |
|  | , 5 врста |
|  |           |

|  | , 7 врста                                                |
|  |                                                          |
|  | , 17 врста                                               |
|  |                                                          |
|  | \| \| , 7 врста \| \| \| \| \| \| , 23 врсте \| \| \| \| |
|  |                                                          |
|  | , 7 врста                                                |
|  |                                                          |
|  | , 23 врсте                                               |
|  |                                                          |

|  | , 7 врста  |
|  |            |
|  | , 23 врсте |
|  |            |

|  | , 22 врсте                                                |
|  |                                                           |
|  | \| \| , 50 врста \| \| \| \| \| \| , 30 врста \| \| \| \| |
|  |                                                           |
|  | , 50 врста                                                |
|  |                                                           |
|  | , 30 врста                                                |
|  |                                                           |

|  | , 50 врста |
|  |            |
|  | , 30 врста |
|  |            |

|  | , 22 врсте                                                |
|  |                                                           |
|  | \| \| , 50 врста \| \| \| \| \| \| , 30 врста \| \| \| \| |
|  |                                                           |
|  | , 50 врста                                                |
|  |                                                           |
|  | , 30 врста                                                |
|  |                                                           |

|  | , 50 врста |
|  |            |
|  | , 30 врста |
|  |            |

|  | , 50 врста                                              |
|  |                                                         |
|  | \| \| , 5 врста \| \| \| \| \| \| , 5 врста \| \| \| \| |
|  |                                                         |
|  | , 5 врста                                               |
|  |                                                         |
|  | , 5 врста                                               |
|  |                                                         |

|  | , 5 врста |
|  |           |
|  | , 5 врста |
|  |           |

|  | , 7 врста                                                |
|  |                                                          |
|  | , 17 врста                                               |
|  |                                                          |
|  | \| \| , 7 врста \| \| \| \| \| \| , 23 врсте \| \| \| \| |
|  |                                                          |
|  | , 7 врста                                                |
|  |                                                          |
|  | , 23 врсте                                               |
|  |                                                          |

|  | , 7 врста  |
|  |            |
|  | , 23 врсте |
|  |            |

|  | , 50 врста                                              |
|  |                                                         |
|  | \| \| , 5 врста \| \| \| \| \| \| , 5 врста \| \| \| \| |
|  |                                                         |
|  | , 5 врста                                               |
|  |                                                         |
|  | , 5 врста                                               |
|  |                                                         |

|  | , 5 врста |
|  |           |
|  | , 5 врста |
|  |           |

|  | , 7 врста                                                |
|  |                                                          |
|  | , 17 врста                                               |
|  |                                                          |
|  | \| \| , 7 врста \| \| \| \| \| \| , 23 врсте \| \| \| \| |
|  |                                                          |
|  | , 7 врста                                                |
|  |                                                          |
|  | , 23 врсте                                               |
|  |                                                          |

|  | , 7 врста  |
|  |            |
|  | , 23 врсте |
|  |            |

Подродови рода Bombus

### Врсте бумбара
Неке од врста из рода Bombus су: Bombus pauloensis, Bombus dahlbomii, Bombus fervidus, Bombus lapidarius,  и .

## Опис
Бумбари се разликују по изгледу, али су углавном дебели и густо крзнени. Већи су, шири и крупнијег тијела од пчела, а врх трбуха им је заобљенији. Многе врсте имају широке пруге у боји преко тијела, а обрасци помажу да се разликују различите врсте. Док медоносне пчеле имају кратке језике и углавном опрашују отворене цвјетове, неке врсте бумбара имају дуге језике и сакупљају нектар са цвјетова који су затворени у цијев. Бумбари имају мање пруга (или их уопште немају) и обично имају дио тијела прекривен црним крзном, док пчеле имају много пруга, укључујући неколико сивих пруга на стомаку. Величине су веома промјењиве, чак и унутар врсте; највећа британска врста, B. terrestris, има матице дуге до 22 mm, мужјаке до 16 mm и раднике између 11 и 17 mm дужине. Највећа врста бумбара на свијету је Bombus dahlbomii из Чилеа, који је дугачак до око 40 mm, а врста је описана као „летећи мишеви“ и „чудовишна пахуљаста црвена звијер“.

### Колонија
Колонију у прољеће започиње оплођена матица, која се пробудила из зимског сна. Она прво леже јаја из којих се излежу „радилице“, које се после брину за матицу и колонију. Величина колоније може да буде велика око 120 милиметара. На крају љета, матице лежу неоплођена јаја из којих се развију „трутови“, који су карактеристични по томе што немају жаоку. Они опрашују новоизлегле матице. Трутови уопште не зависе од колоније, већ живе сами. За разлику од пчела, код бумбара новооплођене матице не одлазе већ остају у матичном гнијезду и помажу у његовом одржавању. Одлазе тек када се температуре спусте и започињу свој зимски сан – хибернацију. Прве јаче хладноће убијају стару матицу, све радилице и независне трутове. Следеће прољеће започиње нови животни циклус.

## Распрострањеност и станиште
Бумбари се обично налазе у умјереној клими и често се налазе на вишим географским ширинама и надморским висинама од других пчела, иако постоји неколико низијских тропских врста. Неколико врста, као што су Bombus polaris и Bombus alpinus, простиру се у веома хладним климама гдје се друге пчеле ријетко налазе; Bombus polaris се налази и на сјеверном острву Елсмир у високом Арктику, с другим бумбаром — Bombus hyperboreus, који паразитира у његовом гнијезду. Ово је најсјевернија појава било ког еусоцијалног инсекта. Један од разлога њиховог присуства на хладним мјестима је тај што бумбари могу да регулишу своју тјелесну температуру преко сунчеве свјетлости, унутрашњих механизама „дрхтања“ и радијационог хлађења из стомака (званог хетеротермија). Друге пчеле имају сличну физиологију, али дјелује да су механизми најбоље развијени и највише су проучавани код бумбара. Прилагођавају се вишим висинама тако што повећавају амплитуду замаха крила. Бумбари имају углавном космополитску распрострањеност, али их нема у Аустралији (осим у Тасманији гдје су уведени), док се у Африци налазе само сјеверно од Сахаре. Године 1885. неколико врста бумбара је увезено на Нови Зеланд из Енглеске, како би помагали у опрашивању црвене дјетелине.

## Анатомија
Као и код свих инсеката, бумбар има егзоскелет, односно његов скелет је споља и састоји се од тврдих плоча хитина. Хитин је азотни полисахарид нерастворљив у води, алкохолу, разблаженим кисјелинама и пробавним соковима. Постојање егзоскелета значи да, када се бумбар једном излегне из своје чауре као одрасла јединка, не може да постане већи.
Тијело бумбара је подијељено на главу, средње тијело и задње тијело. Глава има антене, очи и вилице и друге дијелове уста, укључујући језик. Средње тијело носи крила, мишиће лета и ноге, док задње тијело садржи органе за варење, гениталије и кичму.

### Очи
Бумбар има два типа очију: сложене фасетне очи и једноставне тачкасте очи, које се обично налазе на врху главе. Као и код већине других инсеката, сложено око бумбара је формирано од великог броја појединачних хексагоналних јединица које се зову оматидија. Спољашњи дио који се види, назива се сочиво и налази се преко кристалног конуса или слоја, а испод њега су визуелне ћелије које воде до нервног аксона и мозга. Постоје три типа визуелних ћелија: осјетљиве на ултраљубичасто, осјетљиве на плаво и осјетљиве на зелено. Оматидија нема никакву способност фокусирања.
Бумбари, као и многи други инсекти, такође имају три једноставна ока, који се често називају примитивним очима, а распоређена су у троугласти облик на врху главе. Једноставне очи изгледају као сјајне избочине и подсјећају на два велика ока у типа „предње лампе“, који се лако виде код ликозидних паука. Они откривају промјене у интензитету свјетлости.
Три основне боје које бумбари виде су зелена, плава и ултраљубичаста. Бумбари не виде црвену боју, али посјећују црвено цвијеће. То је зато што, осим што може да осјети нектар и било који други привлачан мирис који цвијет може да емитује, многа цвијећа, не само она која видимо као црвена, имају ултраљубичасте шаре на латицама које су видљиве бумбарима и неким другим инсектима, али су невидљиве људима. Ови обрасци воде инсекте према нектарима и зову се водичи за нектар.

### Језик
Језик се користи за сисање нектара. У мировању се држи умотан у футролу и пресавијен у глави и у средини тијела. У Великој Британији Bombus hortorum има најдужи језик, који може да достигне нешто више од 2 cm када је потпуно истегнут. Када бумбар попије нектар, омотач се помјера тако да буде окренут ка улазу у цвијет. Бумбар се затим креће према нектару, а сам језик се помјера и унутра и вани упијајући нектар.
Језик бумбара је еластичан орган, па када се сецира и измјери, дужина ће да буде дужа од дужине код живих бумбара.

### Слух
Бумбари немају специјализоване органе за слух, односно недостају им уши, а не зна се ни да ли могу да перципирају ваздушне звучне таласе. Међутим, они могу да примијете звучне вибрације у чврстим материјалима као што је тло.

### Медни стомак
Бумбари скупљају нектар у свој медни стомак да би га пренијели назад у гнијездо. Медни стомак се налази у абдомену, у облику кесе обложене кутикулама, са дугим вратом који се налази на устима. У њега може да стане од 0,06 до 0,20 ml, у зависности од величине бумбара, а када је пун, може да заузима 95% трбушног простора и да држи 90% тјелесне тежине.
Током исхране, бумбару је потребна енергија, па ће потрошити дио садржаја медног стомака. Да би му се то омогућило, постоји мали вентил на крају који може да дозволи да дио нектара прође у систем за варење бумбара. Процијењено је да пун медни стомак бумбару може да омогући око 40 минута лета.
Неки цвјетови садрже само 0,001 ml нектара, тако да бумбар мора да сиса нектар са 60 цвјетова да би напунио свој медни стомак. Да би пронашао таквих 60 цвјетова, можда ће морати да посјети преко 100 цвјетова укупно, а затим се враћа у гнијездо, које може да буде удаљено и неколико километара. Обезбјеђивање залиха нектара за остале бумбаре у гнијезду не би било могуће без медног стомака који би носио нектар.

## Биологија

### Исхрана
Бумбари, као и све друге пчеле, живе од полена и нектара, који је богат шећером и представља извор енергије за њих. Постоје врсте бумбара које чувају полен у одвојеним ћелијама за складиштење (џеповима), а постоје врсте, као што је земљани бумбар, које га чувају у празним ћелијама легла. Бумбари могу да сакупљају полен до 60% своје тјелесне тежине, до два сата одједном. Женке могу да користе нектар и своје предње ноге да залијепе полен на своје задње ноге у грудвицу и пребаце га до гнијезда.
Језик бумбара (пробосцис) је дуга, длакава структура која се протеже од модификоване максиле налик овоју. Примарна радња језика је лапкање, односно поновљено урањање језика у течност. Језик и уста су прекривени ситним длачицама и ове длаке имају поре у себи. Молекули пролазе кроз ове поре и лијепе се за рецепторска мјеста на сензорним ћелијама. Овако пчела има укус и мирис. Главна концентрација ових длака је на антени и устима.
Врх језика вјероватно дјелује као усисна чаша и током преклапања, капиларним дјеловањем нектар може да се извуче из пробосциса. Када мирује или лети, пробосцис се држи савијен испод главе. Што је језик дужи, то бумбар дубље може да истражује цвијет и пчеле вјероватно из искуства уче који извор цвијета најбоље одговара дужини њиховог језика. Бумбари са краћим пробосцидима, као што је Bombus bifarius, теже траже нектар у односу на друге бумбаре са дужим пробосцидима; да би превазишли овај недостатак, утврђено је да радници из врсте Bombus bifarius, лижу полеђину мамузе на каналу нектара, што је резултирало мањим успјехом у сакупљању нектара.

### Производња воска
Егзоскелет абдомена је подијељен на плоче које се називају дорзални тергити и вентрални стернити. Восак се лучи из жлијезди на стомаку и истискује између стернита гдје подсјећа на љуспице перути. Излучују га матица када свије гнијездо и млади радници. Са стомака се саструже ногама, обликује се док не постане савитљив и користи се у изградњи лонаца за мед, за покривање јаја, за постављање празних чаура које се користе као контејнери за складиштење, а понекад и за покривање спољашњости гнијезда.

### Обојеност
Јарко обојена гомила бумбара је апосематски (упозоравајући) сигнал, с обзиром да женке могу да нанесу болан убод. У зависности од врсте и облика, боје упозорења се крећу од потпуно црне, до свијетло жуте, црвене, наранџасте, бијеле и розе. Двокрилне муве у породицама Syrphidae (лебдеће муве), Asilidae (муве разбојници), Tabanidae (обади), Oestridae (трепереће муве) и Bombyliidae (пчелиње муве, као што је Bombylius major), користе бејтсове имитације бумбара, приликом чега доста личе на бумбаре у покушају да преваре бар неке грабљивице.
Многе врсте из рода Bombus, укључујући групу која се понекад назива Psithyrus (бумбари кукавице), развиле су Милерову мимикрију, гдје различити бумбари у региону личе једни на друге, тако да млади предатор треба само једном да научи да избјегне било којег од њих. На примјер, у Калифорнији група бумбара се састоји од углавном црних врста укључујући Bombus californicus, Bombus caliginosus, Bombus vandykeei, Bombus vosnesenskii, Bombus insularis и Bombus fernaldae. Друге пчеле у Калифорнији укључују групу врста са црним и жутим тракама, тако да Милерова мимикрија пружа пчелама у групи селективну предност. Поред тога, бумбари паразити (кукавице) личе на своје домаћине више него што би се очекивало, барем у областима као што је Европа, гдје је заједничка специјација паразит-домаћин уобичајена; али и то може да се објасни као Милерова мимикрија, прије него као захтијевање боје паразита да би преварила домаћина (агресивна мимикрија).

### Контрола температуре
Бумбари су активни у условима током којих пчеле остају код куће и могу лако да апсорбују топлоту чак и од слабог сунца. Дебела гомила створена дугим сетама (чекињама), дјелује као изолација како би бумбаре загријала по хладном времену; врсте из хладне климе имају дуже сете (а самим тим и дебљу изолацију) од оних из тропских крајева. Температура мишића за летење, који заузимају већи дио грудног коша, треба да буде најмање 30° C прије него што могу да полете. Температура мишића може да се подигне дрхтањем. Потребно је око пет минута да мишићи достигну ову температуру на температури ваздуха од 13° C.

#### Температура зимице
Температура зимице у односу на летеће инсекте је температура на којој мишићи за летење не могу да се активирају. У поређењу са медоносним пчелама и пчелама столарима, бумбари имају најнижу температуру зимице. Bombus bimaculatus може да лети на најнижој температури од свих бумбара, на 7 °C, међутим, утврђено је да бумбари могу да лете и на нижим температурама околине. Ово одступање је вјероватно зато што је температура зимице утврђена тестовима урађеним у лабораторијским условима, међутим, бумбари живе у изолованим склоништима и могу да дрхте да би се загријали прије него што оду на хладно.

### Комуникација и друштвено учење
Бумбари немају уши, а не зна се да ли и колико добро чују. Међутим, они су осјетљиви на вибрације које ствара звук који путује кроз дрво или друге материјале.
Бумбари не изводе „плесове пчела“, које користе пчеле да би другим радницима показали локације извора хране. Умјесто тога, када се врате са успјешне експедиције у потрази за храном, узбуђено трче около по гнијезду неколико минута прије него што поново оду да траже храну. Они можда нуде неки облик комуникације заснован на звуковима зујања њихових крила, који могу да стимулишу друге пчеле да почну да траже храну. Још један стимуланс активности у потрази за храном је ниво резерви хране у колонији. Бумбари прате количину меда у саксијама, а када је мало остало или када се дода квалитетна храна, већа је вјероватноћа да ће изаћи у потрагу за храном.
Примијећено је да бумбари учествују у друштвеном учењу. У студији из 2017. која је укључивала врсту Bombus terrestris, научени су да заврше неприродан задатак помјерања великих објеката како би добили награду. Јединке које су прве посматрале другу бумбаре како извршавају задатак биле су знатно успјешније у учењу задатка од бумбара који су посматралу исту радњу коју је извршио магнет, што указује на важност друштвених информација. Они нису тачно копирали једни друге, већ је студија сугерисала да су умјесто тога покушавали да опонашају циљеве једни других.

### Репродукција и гнијежђење
Величина гнијезда зависи од врсте бумбара. Већина формира колоније од између 50 и 400 јединки, али колоније су документоване као мале од 20 јединки и као велике до чак 1.700 јединки. Ова гнијезда су мала у односу на пчелиње кошнице у којима се налази око 50.000 пчела. Многе врсте се гнијезде под земљом, бирајући старе јаме за глодаре или заклоњена мјеста, а избјегавајући мјеста која примају директну сунчеву свјетлост која би могла да доведе до прегријавања. Друге врсте праве гнијезда изнад земље, било у густој трави или у рупама на дрвећу. Гнијездо бумбара није организовано у шестоугаоно саће као код пчела; ћелије су умјесто тога неуредно груписане. Радници уклањају мртве пчеле или ларве из гнијезда и одлажу их испред улаза у гнијездо, помажући у спрјечавању болести. Гнијезда у умјереним регионима трају само једну сезону и не преживљавају зиму.
У рано прољеће, матица излази из дијапаузе и проналази одговарајуће мјесто за стварање своје колоније. Затим гради ћелије од воска у које ће положити јаја која су оплођена претходне године. Јаја која се излегу развијају се у женке, а временом матица насељава колонију, док радници хране младе и обављају друге дужности сличне радницама медоносних пчела. У умјереним зонама, младе матице (гине) напуштају гнијездо у јесен и паре се, често више пута, са мужјацима (трутовима) који се насилно истјерају из колоније. Дронови и радници умиру како вријеме постаје хладније; младе матице се интензивно хране да би направиле залихе масти за зиму. Они преживљавају у стању мировања (дијапауза), углавном испод земље, све док се вријеме не загрије у прољеће, а рани бумбар је врста која је међу првима која се појављује. Многе врсте бумбара прате овај општи тренд током године, а Bombus pensylvanicus је једна од врста које прати овај тип колонијалног циклуса. Код ове врсте, циклус почиње у фебруару, размножавање почиње у јулу или августу, а завршава се у зимским мјесецима. Матица остаје у хибернацији до прољећа следеће године како би се оптимизовали услови за тражење гнијезда.
Код оплођених матица, јајници постају активни тек када матица почне да леже. Јаје пролази дуж јајовода до роднице, гдје се налази комора која се зове сперматека, у којој се чува сперматозоид из парења. У зависности од потребе, она може да изабере да се њено јаје оплоди. Неоплођена јаја постају хаплоидни мужјаци; оплођена јаја израстају у диплоидне женке и матице. Хормони који стимулишу развој јајника су потиснути код женки пчела радилица, док матица остаје доминантна.
Да би се развиле, ларве морају да се хране и нектаром за угљене хидрате и поленом за протеине. Бумбари хране ларве нектаром тако што жваћу малу рупу у ћелији легла у коју враћају нектар. Ларве се хране поленом на један од два начина, у зависности од врсте бумбара. Бумбари који праве џепове, стварају џепове полена на дну гомиле ћелија легла из којих се ларве хране. Бумбари који чувају полен, држе полен у одвојеним воштаним посудама и њиме хране ларве.
Након појаве прве или друге групе потомака, радници преузимају задатак тражења хране и матица већину времена проводи у полагању јаја и бризи о ларвама. Колонија се прогресивно повећава и на крају почиње да производи мужјаке и нове матице. Радници бумбара могу да положе неоплођена хаплоидна јаја (са само једним сетом хромозома), која се развијају у одрживе мужјаке. Само оплођене матице могу да полажу диплоидна јаја (један сет хромозома од трута, један од матице), која сазријевају у радилице и нове матице.
У младој колонији, матица минимизира репродуктивну конкуренцију радника тако што сузбија њихово полагање јаја путем физичке агресије и феромона. „Рад полиције“ у колонији доводи до тога да се скоро сва јаја која положе радници поједу. Краљица је обично мајка свих првих положених мужјака. Радници на крају почињу да полажу мушка јаја касније у сезони када се смањи способност матице да сузбије њихову репродукцију. Због репродуктивне конкуренције између радника и матице, бумбари се сматрају „примитивно еусоцијалним“.
Иако велика већина бумбара прати такве моногине циклусе колоније, који укључују само једну матицу, неке одабране врсте из рода Bombus, као што је Bombus pauloensis, проводе дио свог животног циклуса у полигиној фази, што значи да имају више матица у једном гнијезду током ових периода полигиније.

### Понашање у потрази за храном
Бумбари углавном посјећују цвијеће које показује синдром опрашивања пчела и ови дјелови цвијећа могу да буду удаљени до 1-2 km од њихове колоније. Они имају тенденцију да посјећују исте дјелове цвијећа сваког дана, све док тамо проналазе нектар и полен, што је навика позната као опрашивач или постојаност цвијећа. Док се хране, бумбари могу да достигну брзину на земљи до 54 km/h.
Они користе комбинацију боја и просторних односа да би научили од којег цвијећа да се хране. Они такође могу да открију присуство и образац електричних поља на цвијећу, која се јављају услед атмосферског електрицитета и треба им неко вријеме да исцуре у земљу. Они користе ове информације да сазнају да ли је неки цвијет недавно посјетила друга пчела. Бумбари могу да открију температуру цвијећа, као и који дјелови цвијета су топлији или хладнији и користе ове информације да препознају цвијеће. Након што стигну до цвијета, извлаче нектар користећи своје дуге језике („глосе“) и чувају га у својим усјевима. Многе врсте бумбара такође изводе „пљачку нектара“: умјесто да убацују усне органе у цвијет на нормалан начин, гризу директно подножје крунице да би извукле нектар, избјегавајући пренос полена.
Бумбари намјерно или случајно уклањају полен са цвијећа. Случајно уклањање се дешава када дођу у контакт са прашницима цвијета док сакупљају нектар. Када уђе у цвијет, бумбарске длаке добијају прашину од полена из прашника. Код матица и радника, ово се затим његује у корпе за полен на задњим ногама, гдје могу да се виде као испупчене масе које могу да садрже и до милион поленових зрнаца. Мужјаци немају корпе и не сакупљају намјерно полен. Бумбари су такође способни да опрашују зујањем, при чему уклањају полен из прашника стварајући резонантну вибрацију својим мишићима лета.
Код неких врста, када бумбар једном посјети цвијет, он оставља траг мириса на њему. Овај мирисни знак одвраћа бумбаре од посјете том цвијету све док мирис не деградира. Овај мирисни знак је општи хемијски букет који бумбари остављају за собом на различитим локацијама, као што су гнијезда, неутрална мјеста и мјеста за храну. Науче да затим користе тај букет како би идентификовали и цвијеће које награђује и које не награђује, а могу и да идентификују ко је још посјетио цвијет. Бумбари се више ослањају на овај хемијски букет када цвијет има дуго вријеме руковања, односно када је пчели потребно дуже вријеме да пронађе нектар у цвијету.
Када сакупе нектар и полен, радници се враћају у гнијездо и одлажу сакупљено у ћелије легла или у ћелије са воском за складиштење. За разлику од медоносних пчела, бумбари чувају храну за само неколико дана, па су много подложнији несташици хране. Мужјаци сакупљају само нектар и то раде да би се хранили. Они могу да посјете сасвим другачије цвијеће од радника због њихових различитих нутритивних потреба.

### Асинхрони мишићи лета
Бумбари ударају крилима око 200 пута у секунди. Њихови мишићи грудног коша се не скупљају при сваком пуцању нерва, већ вибрирају попут почупане гумене траке. Ово је ефикасно, јер омогућава систему који се састоји од мишића и крила да ради на својој резонантној фреквенцији, што доводи до ниске потрошње енергије, а и неопходно је, пошто моторни нерви инсеката генерално не могу да пуцају 200 пута у секунди. Ови типови мишића се називају асинхрони мишићи и налазе се у системима крила инсеката у породицама као што су Hymenoptera, Diptera, Coleoptera и . Бумбари морају значајно да загрију своја тијела да би могли да се преносе ваздухом на ниским температурама околине. Они могу да достигну унутрашњу температуру грудног коша од 30° C користећи овај метод.

### Бумбари кукавице
Бумбари из подрода Psithyrus (познати као „бумбари кукавице“, који су се раније сматрали посебним родом) су паразити лијегла, који се понекад називају клептопаразити, у колонијама других бумбара и изгубили су способност сакупљања полена. Прије проналаска и инвазије на колонију домаћина, женка Psithyrus, као што је из врсте Bombus sylvestris, храни се директно из цвијећа. Једном када се инфилтрира у колонију домаћина, женка Psithyrus убија или покорава матицу те колоније и користи феромоне и физичке нападе да примора раднике из те колоније да хране њу и њене младе. Обично се бумбари кукавице могу описати као инквилини нетолерантни на краљицу, пошто се матица домаћина често убија како би се омогућило паразиту да произведе више потомака, иако неке врсте, као што је Bombus bohemicus, имају већи успјех када оставе краљицу домаћина живу.
Женка Psithyrus има бројне морфолошке адаптације за борбу, као што су веће мандибуле, чврста кутикула и већа кеса отрова, који повећавају њене шансе да заузме гнијездо. По изласку из својих чаура, мужјаци и женке Psithyrus се распршују и паре. Мужјаци не преживљавају зиму, али, попут непаразитских матица бумбара, женке Psithyrus проналазе погодна мјеста за зиму и улазе у дијапаузу након парења. Обично излазе из хибернације касније од своје врсте домаћина. Свака врста бумбара кукавица има одређену врсту домаћина, на коју могу физички да личе. У случају паразитизма B. terrestris од стране B. Psithyrus vestalis, генетска анализа јединки ухваћених у дивљини, показала је да је око 42% гнијезда врста домаћина на једној локацији изгубило борбу против свог паразита“.

### Убод
Краљица и бумбари радилице могу да убоду. За разлику од медоносних пчела, жаоки бумбара недостају бодље, тако да бумбар може да убоде више пута, а да не остави жалац у рани и тиме се повриједи. Врсте бумбара обично нису агресивне, али могу да убоду у одбрани свог гнијезда или ако су повријеђене. Женке бумбара кукавице агресивно нападају чланове колоније домаћина и убадају матицу домаћина, али игноришу друге животиње осим ако их не узнемиравају.
Убод је болан за људе и није медицински значајан у већини случајева, иако може да изазове алергијску реакцију код осјетљивих особа. Отров бумбара, као и отров оса и пчела, садржи одређене супстанце које директно утичу на крвне судове у кожи. Већина људи има локалну реакцију са болним отоком, црвенилом и сврабом око мјеста убода. Понекад је оток јако изражен, посебно на дијеловима тијела са опуштенијом кожом, као што су капци. Обично локалне реакције брзо нестају, али у неким случајевима могу да трају и неколико дана. Убод у уста или грло може да буде опасан због опасности од гушења.

## Опрашивање
Бумбари се као опрашивачи врло успјешно користе за опрашивање насада у затвореним стакленицима. У Холандији се као такви користе од 1988. Године 2004. број продатих колонија које су узгајане за ту намјену, порастао је на милион. У стакленицима су се бумбари показали као незамјенљиви опрашивачи, бољи и од пчела које при порасту температуре стакленике схватају и бране као своју кошницу.

## Предатори, паразити и патогени
Бумбаре, упркос њиховој способности да убоду, једу поједини грабљивци. Јазавци могу да ископају гнијезда и поједу их цијела, укључујући све присутне одрасле јединке. Одрасле јединке у Сјеверној Америци су плијен мува разбојника и пчелињих вукова. У Европи, птице, укључујући пчеларице и шкрапе, хватају одрасле бумбаре за крила; мање птице, као што је велика сеница, такође повремено науче да узимају бумбаре, док их камуфлирани пауци крабе хватају док посјећују цвијеће.
Велики сиви сврачак је у стању да открије летеће бумбаре на удаљености до 100 m; када их ухвати, уклања им жаоку тако што више пута стиска бумбара мандибулама и брише стомак о грану. Европски медоносац прати летеће пчеле назад до њиховог гнијезда, ногама ископава гнијездо и једе ларве, лутке и одрасле јединке како их пронађе.
На бумбаре паразитирају трахеалне гриње, Locustacarus buchneri; протозое, укључујући Crithidia bombi и Apicystis bombi; као и микроспоридијанци, укључујући Nosema bombi и Nosema ceranae. Бумбар на дрвету, Bombus hypnorum, проширио се у Уједињено Краљевство упркос томе што има висок ниво нематоде која иначе омета покушаје матица да успоставе колоније. Утврђено је да вирус деформисаних крила погађа 11% бумбара у Великој Британији.
Женке пчелињег мољца, Aphomia sociella, више воле да полажу јаја у гнијезда бумбара. Ларве A. sociella се након тога храни јајима, ларвама и луткама које бумбари оставе незаштићене, понекад уништавајући велике дјелове гнијезда.

## Односи са људима

### Пољопривредна употреба
Бумбари су важни опрашивачи и усјева и дивљег цвијећа. Пошто читава друштва бумбара не презимљују, не праве залихе меда, па зато нису корисни као произвођачи меда. Бумбари се све више узгајају за пољопривредну употребу као опрашивачи, између осталог и зато што могу да опрашују биљке као што је парадајз у стакленицима опрашивањем зујањем, док други опрашивачи не могу. Комерцијална производња је почела 1987. године, када је Роланд де Јонг основао компанију Biobest, а 1988. произвели су довољно гнијезда да опраше 40 хектара парадајза. Индустрија је брзо расла, почевши од других компанија у Холандији. Бумбарска гнијезда, углавном жутих бумбара, производе се у најмање 30 фабрика широм свијета; у Европи се годишње узгаја преко милион гнијезда, а Турска је главни произвођач.
Бумбари су животиње сјеверне хемисфере. Када је црвена дјетелина уведена као усјев на Нови Зеланд у 19. вијеку, откривено је да нема локалних опрашивача, па је сјеме дјетелине морало да се увози сваке године. Четири врсте бумбара из Уједињеног Краљевства су због тога увезене као опрашивачи. Године 1885. и 1886. Кентерберијско друштво за аклиматизацију довело је 442 матице, од којих су 93 преживјеле и брзо се намножиле. Како је планирано, црвена дјетелина је ускоро почела да се производи од локално узгојеног сјемена. Бумбари се такође комерцијално узгајају за опрашивање парадајза који се узгаја у пластеницима. Новозеландска популација бумбара је почела да колонизује Тасманију, удаљену 2.400 km, након што је тамо унесена 1992. године под нејасним околностима.
Постоји извјесна забринутост у вези са утицајем међународне трговине колонијама бумбара у масовној производњи. Докази из Јапана и Јужне Америке, указују на то да бумбари могу да побјегну и натурализују се у новим срединама, узрокујући штету домаћим опрашивачима. Као резултат тога, дошло је до веће употребе домаћих опрашивача, као што је Bombus ignitus, у Кини и Јапану. Поред тога, све већи докази указују на то да бумбари масовне производње такође могу да преносе болести, штетне за дивље бумбаре и медоносне пчеле.
У Канади и Шведској, показало се да узгој мозаика различитих усјева подстиче бумбаре и даје веће приносе него монокултура уљане репице, упркос чињеници да су пчеле биле привучене усјевом.

### Опадање популације
Многе врсте бумбара опадају у Европи, Сјеверној Америци и Азији због бројних фактора, укључујући промјену коришћења земљишта, која смањује њихове биљке за исхрану. У Сјеверној Америци, патогени вјероватно имају јаче негативно дејство, посебно на подрод . Велики утицај на бумбаре изазвала је механизација пољопривреде, убрзана хитном потребом повећања производње хране током Другог свјетског рата. Мале фарме су зависиле од коња за вучу оруђа и кола. Коњи су се хранили дјетелином и сијеном, а обоје су стално узгајани на типичној фарми, гдје је коришћено мало вјештачког ђубрива. Фарме су тако обезбиједиле цвјетну дјетелину и ливаде богате цвијећем, фаворизујући бумбаре. Механизацијом је отклоњена потреба за коњима и највећим дијелом дјетелине; вјештачка ђубрива су подстакла раст виших трава, надмашивши ливадско цвијеће. Већина цвијећа, као и бумбари који су се њима хранили, нестали су из Британије почетком 1980-их. Последњи британски краткодлаки бумбар је ухваћен у близини Дунгенеса 1988. године. Ово значајно повећање употребе пестицида и ђубрива повезано са индустријализацијом пољопривреде имало је штетне ефекте на род Bombus. Пчеле су директно изложене хемикалијама на два начина: конзумирањем нектара који је директно третиран пестицидима или физичким контактом са третираним биљкама и цвијећем. Утврђено је да пестициди посебно негативно утичу на врсту Bombus hortorum; њихов развој легла је смањен и њихово памћење је негативно погођено. Поред тога, употреба пестицида негативно утиче на развој и величину колоније.
Бумбари су у многим развијеним земљама у опасности због уништавања станишта и колатералне штете од пестицида. Европска агенција за безбједност хране донијела је одлуку да три неоникотиноидна пестицида (клотианидин, имидаклоприд и тиаметоксам) представљају висок ризик за пчеле. Док се већина радова о токсичности неоникотиноида бавила пчелама, студија о B. terrestris, показала је да „реалистични“ нивои имидаклоприда значајно смањују стопу раста и смањују производњу нових матица за 85%, што указује на „значајан негативан ефекат“ на дивље популације бумбара широм развијеног свијета. Међутим, у другој студији, након хроничне изложености стварним нивоима неоникотиноидног пестицида тиаметоксам, није дошло до утицаја на повећање тјелесне тежине колоније, као ни на број или масу произведених полова. Низак ниво неоникотиноида може да смањи број бумбара у колонији за чак 55% и да изазове дисфункцију у мозгу бумбара. Организација Bumblebee Conservation Trust сматра ове доказе смањене функције мозга „посебно алармантним с обзиром на то да се бумбари ослањају на своју интелигенцију да би обављали своје свакодневне задатке“. Студија о B. terrestris имала је резултате који сугеришу да употреба неоникотиноидних пестицида може да утиче на то како се бумбари ослањају на своју интелигенцију. Они су у стању да се хране и опрашују. Пчелиње заједнице које су биле погођене пестицидом су ослободиле више сточне хране и сакупиле више полена од пчела које нису примале неоникотиноид. Иако су пчеле погођене пестицидом могле да сакупе више полена, за то им је требало дуже времена.
Од 19 врста домаћих бумбара који праве гнијезда и шест врста бумбара кукавица које су раније биле распрострањене у Британији, три су истријебљене, осам је у озбиљном опадању, а само шест је остало широко распрострањено. Сличан пад забиљежен је у Ирској, при чему су четири врсте означене као угрожене, а још двије се сматрају рањивим на изумирање. Смањење броја бумбара могло би да изазове велике промјене на селу, као резултат неадекватног опрашивања одређених биљака.
Неки бумбари поријеклом из Сјеверне Америке такође нестају, као што су , ,  и , док је Bombus franklini можда изумро. У Јужној Америци, Bombus bellicosus је истријебљен на сјеверној граници свог распрострањења, вјероватно због интензивне употребе земљишта и утицаја климатских промјена.

### Напори за очување
Године 2006. истраживач бумбара, Дејв Гоулсон, основао је регистровану добротворну организацију — Bumblebee Conservation Trust, како би спријечио изумирање „било којег бумбара у Великој Британији.“ Током 2009. и 2010. године, организација је покушала да поново уведе краткодлаке бумбаре из врсте Bombus subterraneus, који је изумро у Британији, од британских популација које су преживјеле на Новом Зеланду од њиховог уношења тамо вијек раније. Од 2011. Организација је, у сарадњи са организацијама Natural England, Hymettus и Royal Society for the Protection of Birds, поново увела краткодлаке матице бумбара из Сканије у јужној Шведској, на обновљене ливаде богате цвијећем у Дунгенесу у Кенту. Матице су провјерене на гриње и америчку гљивичну болест. Пољопривредно-еколошке шеме које се шире дуж сусједне области, Ромнеј Марш, успостављене су да обезбиједе преко 800 хектара додатног станишта богатог цвијећем за пчеле. До љета 2013. радници ове врсте пронађени су у близини зоне ослобађања, што је доказало да су гнијезда успостављена. Обновљено станиште је изазвало оживљавање у најмање пет приоритетних врста из „Распореда 41“: рудерални бумбар (Bombus ruderatus), црвенкаста пчела кардер (Bombus ruderarius), пискава пчела (Bombus sylvarum), браон тракаста пчела кардер (Bombus humilis) и пчела кардер од маховине (Bombus muscorum).
Прво свјетско уточиште за бумбаре основано је на фарми Вејн, у Националном резервату природе Лох Левен у Шкотској 2008. године. Лондонски Природњачки музеј је 2011. године предводио оснивање огранка за заштиту бумбара у оквиру Међународне уније за заштиту природе — Bumblebee Specialist Group, којом је предсједавао др. Пол Х. Вилијамс, како би процијенио статус угрожености врста бумбара широм свијета користећи критеријуме Црвене листе.
Очување бумбара је у зачецима у многим дијеловима свијета, али са схватањем њихове важне улоге у опрашивању усјева, улажу се напори да се боље управља пољопривредним земљиштем. Повећање популације дивљих бумбара може се постићи садњом поља дивљег цвијећа, а на Новом Зеланду су кутије за гнијежђење за пчеле постигле одређени успјех, можда зато што има мало сисара који се укопају и обезбјеђују потенцијална мјеста за гнијежђење у тој земљи.

### Заблуда о лету
Према фолклору 20. вијека, закони аеродинамике доказују да бумбар не би требало да буде способан да лети, јер нема капацитет (у смислу величине крила или откуцаја у секунди) да постигне лет са потребним степеном оптерећења.
„Наводно је неко урадио израчунавање задње стране омота, узимајући у обзир тежину бумбара и површину његовог крила и закључио да ако лети само неколико метара у секунди, крила неће произвести довољно подизања да га задрже у ваздуху“.— Чарли Елингтон, професор механике животиња на Универзитету Кембриџ.
Није утврђено поријекло те тврдње. Џон Х. Мекмастерс је испричао анегдоту о неименованом швајцарском аеродинамичару на једној вечери, који је извршио неке грубе прорачуне и закључио, вјероватно у шали, да према једначинама, бумбари не могу да лете. У каснијим годинама, Мекмастерс је одступио од овог поријекла тврдње, сугеришући да би могло да буде више извора, а најраније што је пронашао била је референца у књизи Le Vol des Insectes из 1934. француског ентомолога Антоана Мањана (1881–1938), који је написао: „Прво подстакнут оним што се ради у авијацији, примијенио сам законе отпора ваздуха на инсекте и дошао сам са господином Сен Лагеом до закључка да је њихов лет немогућ“. Они су примијенили једначине отпора ваздуха на инсекте, због чега су открили да је њихов лет немогућ, али је Мекмастерс изјавио да се не треба чудити што се резултати прорачуна не поклапају са стварношћу. Мањан и инжињер Андре Сен Лаге, донијели су закључак на чињеници да би максимално могуће подизање произведено од крила авиона малих као крила бумбара, која путују споро као пчела у лету било много мање од тежине пчеле. Неки сматрају да је тврдња потекла од физичара Лудвига Пранта, са Универзитета у Гетингену, док неки сматрају да је швајцарски гасни динамичар — Јакоб Акерет (1898–1981) извршио прорачун.
Прорачуни који су наводно показали да бумбари не могу да лете, засновани су на поједностављеном линеарном третману осцилирајућих аеропрофила. Метода претпоставља осцилације мале амплитуде без раздвајања тока. Ово занемарује ефекат динамичког застоја (раздвајање ваздушног тока који изазива велики вртлог изнад крила), који накратко производи неколико пута више узгона аеропрофила у редовном лету. Софистициранија аеродинамичка анализа показује да бумбар може да лети јер његова крила наилазе на динамичко заустављање у сваком циклусу осциловања.
Поред тога, Џон Мејнард Смит, познати биолог са великим искуством у аеронаутици, истакао је да се од бумбара не очекује да издрже лет, јер би морали да генеришу превише снаге с обзиром на њихову малу површину крила. Међутим, у аеродинамичким експериментима са другим инсектима, открио је да вискозност на скали малих инсеката значи да чак и њихова мала крила могу да помјерају веома велику запремину ваздуха у односу на своју величину, а то смањује снагу потребну за одржавање лета редом величине.
Иварс Петерсон је написао: „часна реченица о научницима који су доказали да бумбар не може да лети редовно се појављује у часописима и новинским причама. То је такође врста ствари која се може појавити у разговору на коктелу када се тема окрене науци или технологији. [...] Често се изјава даје у изразито омаловажавајућем тону са циљем да спусти оне свезналице и инжењере који су толико паметни, али не могу да схвате нешто што је очигледно свима осталима. [...] прича је имала изузетну отпорност, а и даље постоји мит да наука каже да бумбар не може да лети. Заиста, овај мит је заживио нови живот као дио „урбаног фолклора“ на интернету.“

### У музици и књижевности
Оркестарски интерлудиј, Бумбаров лет, компоновао је око 1900. Николај Римски-Корсаков. Композиција представља претварање принца Гвидона у бумбара како би могао да одлети да посјети свог оца, цара Салтана, у опери Прича о цару Салтану, иако музика може прије да одражава лет различка него бумбара. Музика је инспирисала Волта Дизнија да представи бумбара у свом анимираном мјузиклу Фантазија из 1940. и да звучи као да лети у свим дијеловима позоришта. Овај рани покушај „окруживања звуком“, искључен је из филма у каснијим приказивањима.
Године 1599, за вријеме владавине краљице Елизабете I, неко, вјероватно Таилбоис Димоке, објавио је дјело Caltha Poetarum: Or The Bumble Bee, под псеудонимом „Т. Кутвод“. Ово је била једна од девет књига цензурисаних под Бискупском забраном, коју су издали кентерберијски надбискуп Џон Витгифт и лондонски бискуп Ричард Бенкрофт.
Емили Дикинсон је бумбара учинила предметом своје пародије на познату пјесму Исака Вотса о пчелама, How Doth the Little Busy Beа (1715). На мјестима гдје је Вотс написао „Како вјешто гради своју ћелију! Како уредно рашири восак!“, пјесма Дикинсонове — The Bumble-Bee's Religion (1881) почиње са „Његова мала фигура налик на мртвачка кола / Тужбалица самоме себи / Обмањујућем јорговану / Таштина разоткрива / О индустрији и моралу / И сваку праведну / За божанску пропаст / Доконост и прољеће." У писму је наведено да је приложена мртва пчела.
Године 1847. Ралф Волдо Емерсон је објавио своју пјесму The Humble-Bee.
Ентомолог Ото Плат, написао је књигу Бумбари и њихови путеви 1934. године. Његова ћерка, пјесникиња Силвија Плат, написала је групу пјесама о пчелама крајем 1962. године, у року од четири мјесеца прије њеног самоубиства, трансформишући интересовање свог оца у своју поезију.
Научник и илустратор Мозис Харис (1731–1785), насликао је тачне акварелне цртеже бумбара, које је приказао у својој изложби под називом „Изложба енглеских инсеката, укључујући неколико класа Неуроптера, Hymenoptera и Diptera или пчеле, муве и либелуле“. (1776–1780).
Бумбари се појављују као ликови, често истоимени, у књигама за дјецу. Презиме Дамблдор у серији Хари Потер (1997–2007) је старо име за бумбара. Џ. К. Роулинг је изјавила за име: „изгледало је да пристаје директору, јер је једна од његових страсти музика и замишљала сам га како шета около и пјевуши себи у браду“. Џ. Р. Р. Толкин је у својој пјесми Ерантри такође користио име Дамблдор, али за велико створење налик пчели.
Међу бројним књигама за млађу дјецу су Бумбар пчела Ивона Дурана и Тонија Нила (2014); Бумбар Берти К.И. Ал-Ганија (2012); Бумбар Бен: Како пчеле праве мед? Ромеса Авадала (2015); Бумбар Боб има велику задњицу Папа Кембел (2012); Буз, буз, буз! Оде бумбар од Колина Веста (1997); Бумбар Маргарет Вајз Браун (2000); Како је бумбар дошао до пчела од Пола и Еле Квери (2012); Авантуре професора Бамбла и бумбара Стивена Браиловског (2010). Међу „малим књигама“ Беатрикс Потер, Babbity Bumble и други чланови њеног гнијезда појављују се у Причи о госпођи Титлмаус (1910).

### У фолклору
Мирко Шоуц је написао пјесму за дјецу заклео се бумбар, за коју је пет година заредом добио прву награду на фестивалу Београдско прољеће. Године 1974. Драган Лаковић је отпјевао пјесму, снимивши је са хором Колибри и хором Дом пионира Београда. Пјесму је касније отпјевао Бранко Коцкица, а у извједби Станке Лазаревић, достигла је више од 80 милиона прегледа на мрежи YouTube.
Године 2016. на концерту у Београду, норвешки бенд — Svartlamon hardkor, отпјевао је пјесму заклео се бумбар на српском језику.

## Литератруа
- Abbott, Carl; Bartlett, John (2004). Bumble Bees. Encarta Encyclopedia.
- Anon, A. (1998). Bees. World Book Encyclopedia.
- Benton, Ted (2006). Bumblebees New Naturalist Series (#98). Collins.
- Freeman, Scott (2002). Biological Science. Upper Saddle River.
- Goulson, Dave (2003). Bumblebees: Their Behaviour and Ecology. Oxford University Press. ISBN 0-19-852607-5.
- Goulson, Dave (2013). A Sting in the Tale. Jonathan Cape.
- Hasley, William D (1990). Bees. Collier's Encyclopedia.
- Macdonald, Murdo (2003). Bumblebees (PDF). Scottish Natural Heritage. Архивирано из оригинала 03. 03. 2016. г. Приступљено 03. 04. 2021.
- Macdonald, Murdo; Nisbet, G. (2006). Highland Bumblebees: Distribution, Ecology and Conservation]. HBRG. ISBN 0-9552211-0-2.[мртва веза]
- Michener, Charles Duncan (2000). The Bees of the World. Johns Hopkins University Press.
- Schweitzer, Dale F. (2012). Conservation and Management of North American Bumble Bees. Washington D.C.: U.S. Forest Service.